# Championnat de France de rugby à XIII 1977-1978
Navigation
Édition précédente Édition suivante
Le Championnat de France de rugby à XIII 1977-1978 oppose pour la saison 1977-1978 les meilleures équipes françaises de rugby à XIII au nombre de quatorze.

## Liste des équipes en compétition
| Albi Avignon Bordeaux-Facture Carcassonne Lézignan Limoux Marseille Pamiers Pia XIII Catalan Roanne Saint-Estève Toulouse Villeneuve |

Quatorze équipes participent au championnat de France de première division à la suite des arrivées Bordeaux-Facture, Pamiers, Pia et Roanne, et du retrait de Tonneins

## Classement de la première phase

### Groupe A
| Classement | Club               | Points | Matchs |
| 1er        | XIII Catalan       | 66     | 26     |
| 2e         | Toulouse           | 64     | 26     |
| 3e         | Lézignan           | 58     | 26     |
| 4e         | Carcassonne        | 57     | 26     |
| 5e         | Limoux             | 53     | 26     |
| 6e         | Saint-Estève       | 52     | 26     |
| 7e         | Avignon            | 52     | 26     |
| 8e         | Albi               | 51     | 26     |
| 9e         | Pia                | 51     | 26     |
| 10e        | Roanne             | 50     | 26     |
| 11e        | Pamiers            | 50     | 26     |
| 12e        | Villeneuve-sur-Lot | 49     | 26     |
| 13e        | Marseille          | 40     | 26     |
| 14e        | Bordeaux           | 24     | 26     |

|  | Qualifié pour les quarts-de-finale            |
|  | Affronte les barrages de maintien en groupe A |

Marseille et Bordeaux descendent en groupe B.

### Groupe B
| Classement | Club              | Points | Matchs |
| 1er        | Saint-Jacques     | 54     | 22     |
| 2e         | Cavaillon         | 53     | 22     |
| 3e         | Villefranche      | 51     | 22     |
| 4e         | Tonneins          | 50     | 22     |
| 5e         | Carpentras        | 48     | 22     |
| 6e         | Entraigues        | 43     | 22     |
| 7e         | La Réole          | 47     | 22     |
| 8e         | Salon-de-Provence | 42     | 22     |
| 9e         | Paris             | 35     | 22     |
| 10e        | Cahors            | 35     | 22     |
| 11e        | Saint-Fons        | 30     | 22     |
| 12e        | Saint-Gaudens     | 27     | 22     |

|  | Qualifié pour les quarts-de-finale de Poule A et montée en groupe A |
|  | Qualifiés pour les barrages d'accès au groupe A                     |

Saint-Jacques et Cavaillon  montent en groupe A.

## Phase finale
|  | Quarts de finale               | Quarts de finale            |              |    | Demi-finales         | Demi-finales         |  |  | Finale                    | Finale                    |
|  | Quarts de finale               | Quarts de finale            |              |    | Demi-finales         | Demi-finales         |  |  | Finale                    | Finale                    |
|  |                                |                             |              |    |                      |                      |  |  |                           |                           |
|  | le 23 avril 1978 à Narbonne    | le 23 avril 1978 à Narbonne |              |    | le 7 mai 1978 à Albi | le 7 mai 1978 à Albi |  |  | Le 21 mai 1978 à Toulouse | Le 21 mai 1978 à Toulouse |
|  | le 23 avril 1978 à Narbonne    | le 23 avril 1978 à Narbonne |              |    | le 7 mai 1978 à Albi | le 7 mai 1978 à Albi |  |  | Le 21 mai 1978 à Toulouse | Le 21 mai 1978 à Toulouse |
|  | Lézignan                       | 23                          |              |    | le 7 mai 1978 à Albi | le 7 mai 1978 à Albi |  |  | Le 21 mai 1978 à Toulouse | Le 21 mai 1978 à Toulouse |
|  | Lézignan                       | 23                          |              |    | le 7 mai 1978 à Albi | le 7 mai 1978 à Albi |  |  | Le 21 mai 1978 à Toulouse | Le 21 mai 1978 à Toulouse |
|  | Saint-Estève                   | 12                          |              |    | le 7 mai 1978 à Albi | le 7 mai 1978 à Albi |  |  | Le 21 mai 1978 à Toulouse | Le 21 mai 1978 à Toulouse |
|  | Saint-Estève                   | 12                          | Lézignan     | 12 |                      |                      |  |  | Le 21 mai 1978 à Toulouse | Le 21 mai 1978 à Toulouse |
|  | le 23 avril 1978 à Albi        |                             | Lézignan     | 12 |                      |                      |  |  | Le 21 mai 1978 à Toulouse | Le 21 mai 1978 à Toulouse |
|  |                                | Toulouse                    | 2            |    |                      |                      |  |  | Le 21 mai 1978 à Toulouse | Le 21 mai 1978 à Toulouse |
|  | Toulouse                       | Toulouse                    | 2            | 27 |                      |                      |  |  | Le 21 mai 1978 à Toulouse | Le 21 mai 1978 à Toulouse |
|  | Toulouse                       |                             |              | 27 |                      |                      |  |  | Le 21 mai 1978 à Toulouse | Le 21 mai 1978 à Toulouse |
|  | Saint-Jacques                  | 0                           |              |    |                      |                      |  |  | Le 21 mai 1978 à Toulouse | Le 21 mai 1978 à Toulouse |
|  | Saint-Jacques                  | 0                           | Lézignan     | 3  |                      |                      |  |  |                           |                           |
|  | le 23 avril 1978 à Montpellier |                             | Lézignan     | 3  |                      |                      |  |  |                           |                           |
|  |                                | XIII Catalan                | 0            |    |                      |                      |  |  |                           |                           |
|  | XIII Catalan                   | XIII Catalan                | 0            | 31 |                      |                      |  |  |                           |                           |
|  | XIII Catalan                   | le 7 mai 1978 à Perpignan   |              | 31 |                      |                      |  |  |                           |                           |
|  | Cavaillon                      | 17                          |              |    |                      |                      |  |  |                           |                           |
|  | Cavaillon                      | 17                          | XIII Catalan | 23 |                      |                      |  |  |                           |                           |
|  | le 23 avril 1978 à Perpignan   |                             | XIII Catalan | 23 |                      |                      |  |  |                           |                           |
|  |                                | Carcassonne                 | 12           |    |                      |                      |  |  |                           |                           |
|  | Carcassonne                    | Carcassonne                 | 12           | 27 |                      |                      |  |  |                           |                           |
|  | Carcassonne                    |                             |              | 27 |                      |                      |  |  |                           |                           |
|  | Limoux                         | 13                          |              |    |                      |                      |  |  |                           |                           |
|  | Limoux                         | 13                          |              |    |                      |                      |  |  |                           |                           |

### Finale
(mt : -)
Homme du match :
Points marqués :
- Lézignan : 1 pénalité de Waligunda (12e) ; 1 drop de Waligunda (45e) ; 1 carton jaune de Maïque (55e).
- XIII Catalan : 1 carton jaune de Zamora (55e).

Évolution du score : 2-0 (m.t.), 3-0
Arbitre : M. Bresse
Spectateurs : 10 358
Recette : 312 625 francs.
Composition des équipes :
- Lézignan: Roger Sogorb - Richard Gélis, Marc Subias, André Dumas, Richard Alonso - Éric Waligunda, Christian Lapalu - Jean-Louis Quintilla, Bernard Thiébaut, Delphin Castanon (puis Alain Serrano), Victor Buttignol, Roger Molina, Michel Maïque (c) - Entraîneur : Roger Laguens
- XIII Catalan: Patrick Nauroy - Gérard Borreil, Michel Naudo, Jean-Marc Bourret, Jean-Pierre Siré - Bernard Guasch, Ivan Grésèque - Jean-Pierre Sauret, Jacques Moliner (puis Henri Berneau), Pierre Zamora (c), Jean-Louis Brial, Jean-Jacques Cologni, Francis Laforgue - Entraîneur : Francis Mas

## Barrages de maintien dans le groupe A
| 23 avril 1978 | Villeneuve-sur-Lot | 38 - 13 | Villefranche | Figeac |
| 23 avril 1978 |                    |         |              | Figeac |
| 23 avril 1978 |                    |         |              | Figeac |

| 23 avril 1978 | Pamiers | 12 - 9 | Tonneins | Toulouse |
| 23 avril 1978 |         |        |          | Toulouse |
| 23 avril 1978 |         |        |          | Toulouse |

Ainsi, Pamiers et Villeneuve-sur-Lot conservent leur place en poule A, Tonneins et Villefranche demeurent en poule B.

## Effectifs des équipes présentes
| Lézignan           | Richard Alonso Victor Buttignol Delphin Castanon Robert Clottes Claude Darrieumerlou Pierre Delpoux André Dumas Richard Gélis Christian Lapalu (m) Michel Maïque (c) Roger Molina Jean-Louis Quintilla Alain Serrano Roger Sogorb Marc Subias Bernard Thiébaut Éric Waligunda (o) Entraîneur : Roger Laguens | XIII catalan  | Henri Berneau Gérard Borreil Jean-Marc Bourret Jean-Louis Brial Jean-Jacques Cologni Alain Domengie Farré Jean-François Fresquet Ivan Grésèque (m) Bernard Guasch (o) Kleimann Francis Laforgue Guy Laforgue Jacques Moliner Patrick Nauroy Michel Naudo Jean-Pierre Sauret Jean-Pierre Siré Jean-Jacques Vila Pierre Zamora (c) Entraîneur : Francis Mas |
| Toulouse           | Pierre Ailleres Claude Amiel Didier Averseng Claude Bedel Jean-Louis Bezard Christian Buerba Carla Michel Cassin Darris Maurice de Matos Domengel Jannou Henri Justal Lozes Magnaud Matté Jean-Claude Mayorgas Michel Meneghin Guy Rodriguez Noël Vergara Charles Zalduendo Entraîneur : Yves Bégou          | Carcassonne   | Guy Alard Jean-Paul Baile Didier Bernard Manuel Caravaca Patrick Chauvet Bernard Guilhem José Moya Rivière Charles Rosado Alain Séguy Raymond Toujas |
| Villeneuve-sur-Lot | Daniel Badet Barrès Christian Bossis Carrié Max Chantal Serge Cuyas Dachary Delmas Patrice Duluc Antoine Gonzales Didier Hermet Guy Laffargue Michel Laville Luquet Michel Mazaré Claude Nayrolles Patrick Pedrazzani Hellen Plantion Poujoulet Joël Roosebrouck Jean-Pierre Sagnette Martial Vrech          | Marseille     | Aimé Barcelli Jean Chabaud Jean-Marie de Souza Roger Gardon Laurent Gomez Alain Laffont |
| Bordeaux           | Ballereau Bème Cazaux-Martin Claus Dief Francis Duthil Feito Forestier Gillet Laborde Jean-Pierre Lacoste Lanthony Larroche Gérard Lô Pallats Romero Vauna | Saint-Gaudens | Alizon Alain Cortesogne Dubuc Lionel Garrigues Girard Patrick Rives Rojas André Ruiz Georges Sanchez Victor Serrano Paul Soubie René Zaccariotto |
| Tonneins           | Cozza Galésion Christian Jammet (c) Christian Lacube Serge Marcon Mike Murphy Bernard Paradelle Piccin Jean-Pierre Trémouille Entraîneur : Mike Murphy | Paris         | Bertrand Ballouhey Bamaison Benchora Debias Contant Cournil Delvigne Demestre Drisse Pascal Fournioux Galiché Hémin Lespillère Lopez Pagès Pujol |
| Roanne             | Guy Bastianelli Cros Joseph Giné Michel Laffargue Christian Lassale | Cavaillon     | Bernard Echampe Furiani Bernard Gayé Woodhead |
| Avignon            | Jacques Guigue Jean-Marie Imbert Jean-René Ledru Didier Savonne | Limoux        | Balue Canet Genty Jean-Marc Gonzales Hervé Guiraud Francis de Nadaï Raynaud Guy Cénet |
| Villefranche       | Yves Alvernhe Erik Blanck Alain Bouissou Thierry Cayssials Yves Darblade Christian Laumond Serge Moly Pailhous Ranillon Francis Tranier Michel Tranier Jacques Viguier | Saint-Jacques | Serge Loubet |
| Saint-Estève       | Alliou Jean-Marie Bosc Jean-Luc Cabaner Marc Cabaner José Calle Michel Charcos Fajal Ferrer Claude Pecha Marcel Pillon Francis Ribère René Terrats | Pamiers       | Adolphe Alésina Jean-Baptiste Djébli Michel Gonzalez (c) Pierre Gonzalès Lagorce Nicol Yves Tisseyre |
| La Réole           | Dominic Baloup Noël Corbella Daros Dubernard Éric Ducuing Grigoletto Lanouil Guy Rouja Tellez Tomiet | Carpentras    | Bernard Marc Casado Milazzo Didier Ouali |
| Cahors             | Baldy Bossis Canourgue Fernandez Sirey | Albi          | Jean-Louis Castel Roland Gorse Gabriel Laskawiec |
| Pia                | Henri Daniel |               | |